# Борис Сирманов
Борис Савов Сирманов е български офицер, генерал-майор от генералния щаб, военен аташе в Санкт Петербург през Балканската (1912 – 1913) и Междусъюзническата война (1913), началник-щаб на 7-а пехотна рилска дивизия (1915 – 1917) и началник-щаб на 2-ра армия (от 1917) през Първата световна война (1915 – 1918).

## Биография
Борис Сирманов е роден на 18 юни 1873 г. в Габрово, Османска империя. На 24 август 1890 г. постъпва на военна служба. През 1893 г. завършва в 15-и випуск на Военното на Негово Княжеско Височество училище, произведен е в чин подпоручик и зачислен в Лейбгвардейския ескадрон. През 1897 г. е произведен в чин поручик. През 1900 г. като поручик от Лейбгвардейския ескадрон е командирован за обучение в Николаевската академия на ГЩ в Санкт Петербург, Русия, което обучение завършва през 1903 г., непосредствено след това постъпва в Офицерска кавалерийска школа в Санкт Петербург, Русия, но през 1904 г. се завръща в България заради заболяване. Междувременно през 1903 г. е произведен в чин капитан. На 15 октомври 1908 г. е произведен в чин майор, след което служи като военен аташе в Санкт Петербург.
По време на Балканската (1912 – 1913) и Междусъюзническата война (1913) майор Сирманов продължава да служи като военен аташе в Санкт Петербург, като на 15 октомври 1912 г. е произведен в чин подполковник.
През Първата световна война (1915 – 1918) подполковник Борис Сирманов първоначално е началник-щаб на 7-а пехотна рилска дивизия (1915 – 1917), за която служба през 1917 г. съгласно заповед № 679 по Действащата армия е награден с Военен орден „За храброст“ IV степен, 1 клас, като на 15 октомври 1915 г. е произведен в чин полковник. През 1917 г. е назначен за началник-щаб на 2-ра армия с която воюва на македонския фронт през 1918 г. от връх Висока чука до р. Ангиста в Сярското поле, за която служба през 1921 г. съгласно заповед № 355 по Министерството на войната е награден с Орден „Св. Александър“ III степен с мечове по средата. На 30 май 1918 г. е произведен в чин генерал-майор, а през 1919 г. е уволнен от служба.
По време на военната си кариера служи и като началник на 7-а пехотна рилска дивизия.
От 1922 г. о. з. генерал Сирманов е ръководител на новсъздадената крайнодясна организация Български народен съюз „Кубрат“.

## Семейство
Генерал-майор Борис Сирманов е по-големият брат на майор Владимир Сирманов и капитан Илия Сирманов.

## Военни звания
- Подпоручик (1 август 1893)
- Поручик (1897)
- Ротмистър (1903)
- Майор (15 октомври 1908)
- Подполковник (15 октомври 1912)
- Полковник (15 октомври 1915)
- Генерал-майор (30 май 1918)

## Образование
- Военно на Негово Княжеско Височество училище (до 1893)
- Николаевска академия на генералния щаб в Санкт Петербург, Русия (1900 – 1903)
- Офицерска кавалерийска школа в Санкт Петербург, Русия (1903 – 1904)

## Награди
- Орден „Св. Александър“ IV степен с мечове по средата
- Военен орден „За храброст“ IV степен, 1 клас (1917)
- Орден „Св. Александър“ III степен с мечове по средата (1921)
- Народен орден „За военна заслуга“ V степен на обикновена лента
- Народен орден „За военна заслуга“ IV степен на обикновена лента